# Jean-Baptiste de Latil

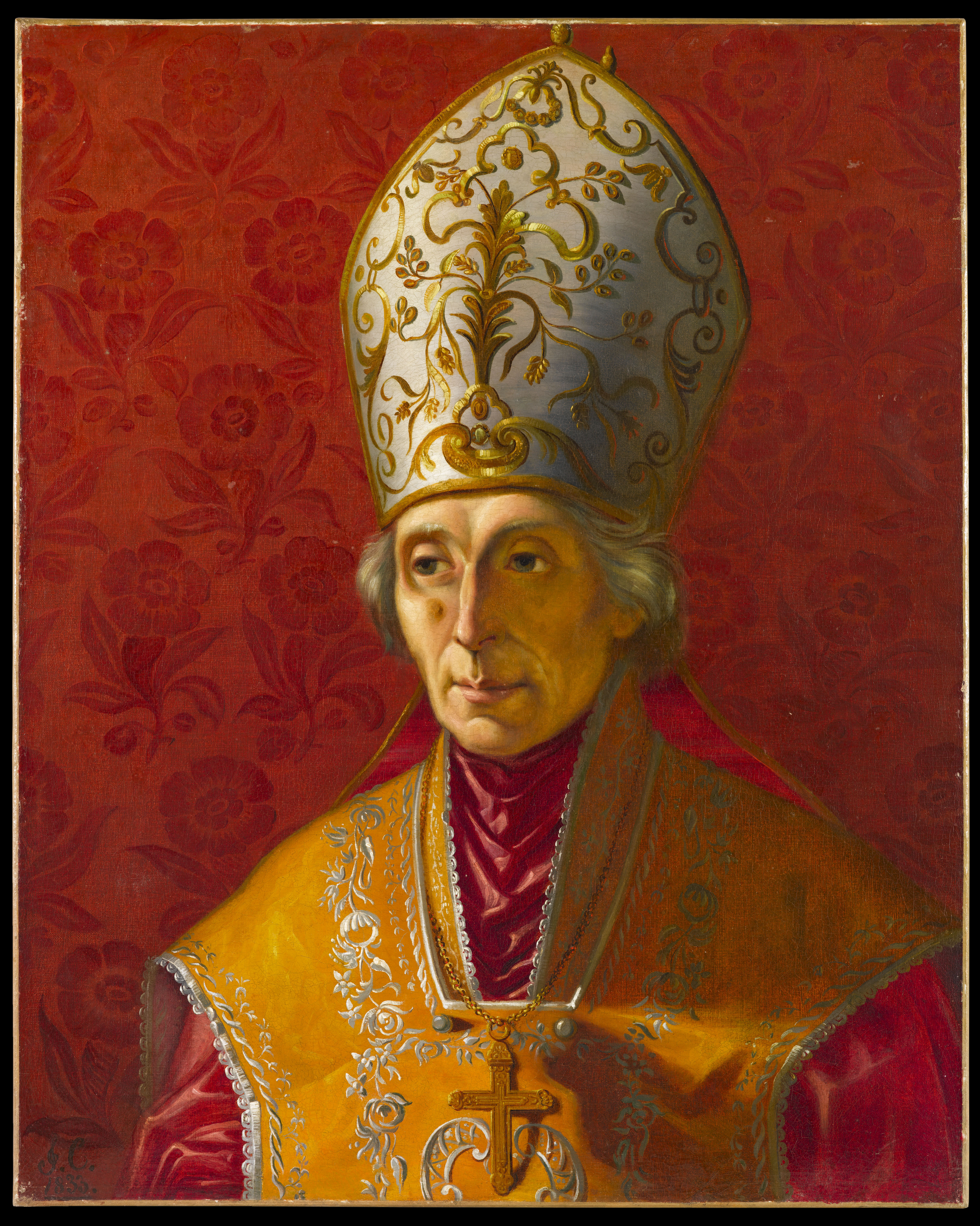
Kardinal Latil im bischöflichen Messornat (Ölgemälde von Joseph Chabord, 1833)

Jean-Baptiste Marie Anne Antoine de Latil (* 6. März 1761 in Sainte-Marguerite; † 1. Dezember 1839 in Reims) war ein französischer Geistlicher, römisch-katholischer Erzbischof von Reims und Kardinal.

## Leben

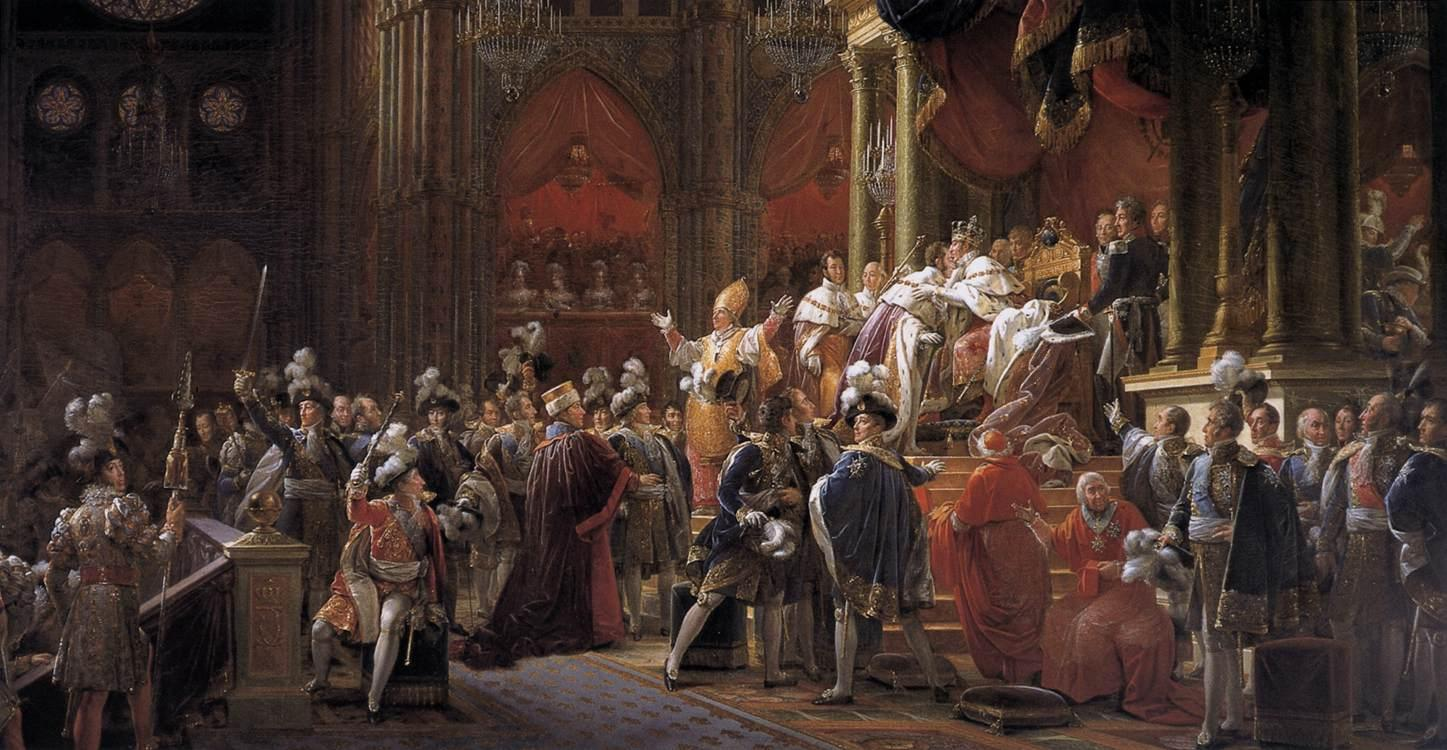
Krönung Karls X. durch Erzbischof Latil (Mitte) (Ölgemälde von François Gérard, 1827)

Kardinalswappen (moderne Nachzeichnung)

Jean-Baptiste de Latil empfing 1784 die Priesterweihe. Papst Pius VII. ernannte ihn am 8. März 1816 zum Titularbischof von Amyclae. Die Bischofsweihe spendete ihm François de Pierre de Bernis (1752–1823), Erzbischof von Albi, am 7. April desselben Jahres; Mitkonsekratoren waren Jean-Baptiste du Chilleau (1735–1824), Bischof von Chalon-sur-Saône, und Jean-Charles de Coucy (1746–1824), Bischof von La Rochelle.
Am 8. August 1817 ernannte ihn Pius VII. zum Bischof von Chartres. Die feierliche Einführung fand am 1. Oktober 1817 statt. Am 26. April 1824 erfolgte die Ernennung zum Erzbischof des Erzbistums Reims, dessen Leitung er am 12. Juli 1824 übernahm. Am 29. Mai 1825 krönte Erzbischof Latil König Karl X. von Frankreich in der Kathedrale von Reims.
Im 5. Konsistorium von Papst Leo XII. wurde Latil am 13. März 1826 zum Kardinal erhoben und ihm der Rang eines Kardinalpriesters mit der Titelkirche San Sisto (St. Sixtus) in Rom zugewiesen. Er nahm am Konklave 1829 teil; dort wurde Kardinal Francesco Saverio Maria Felice Castiglioni zum Papst Pius VIII. gewählt, der aber bereits am 30. November 1830 verstarb. Er nahm auch am folgenden Konklave 1830–1831 teil, hier wurde Kardinal Bartolomeo Alberto (Mauro) Cappellari zum Papst Gregor XVI. gewählt.
Kardinal de Latil starb im Bischofsamt und wurde in der Kathedrale von Reims beigesetzt.